# Baby shower

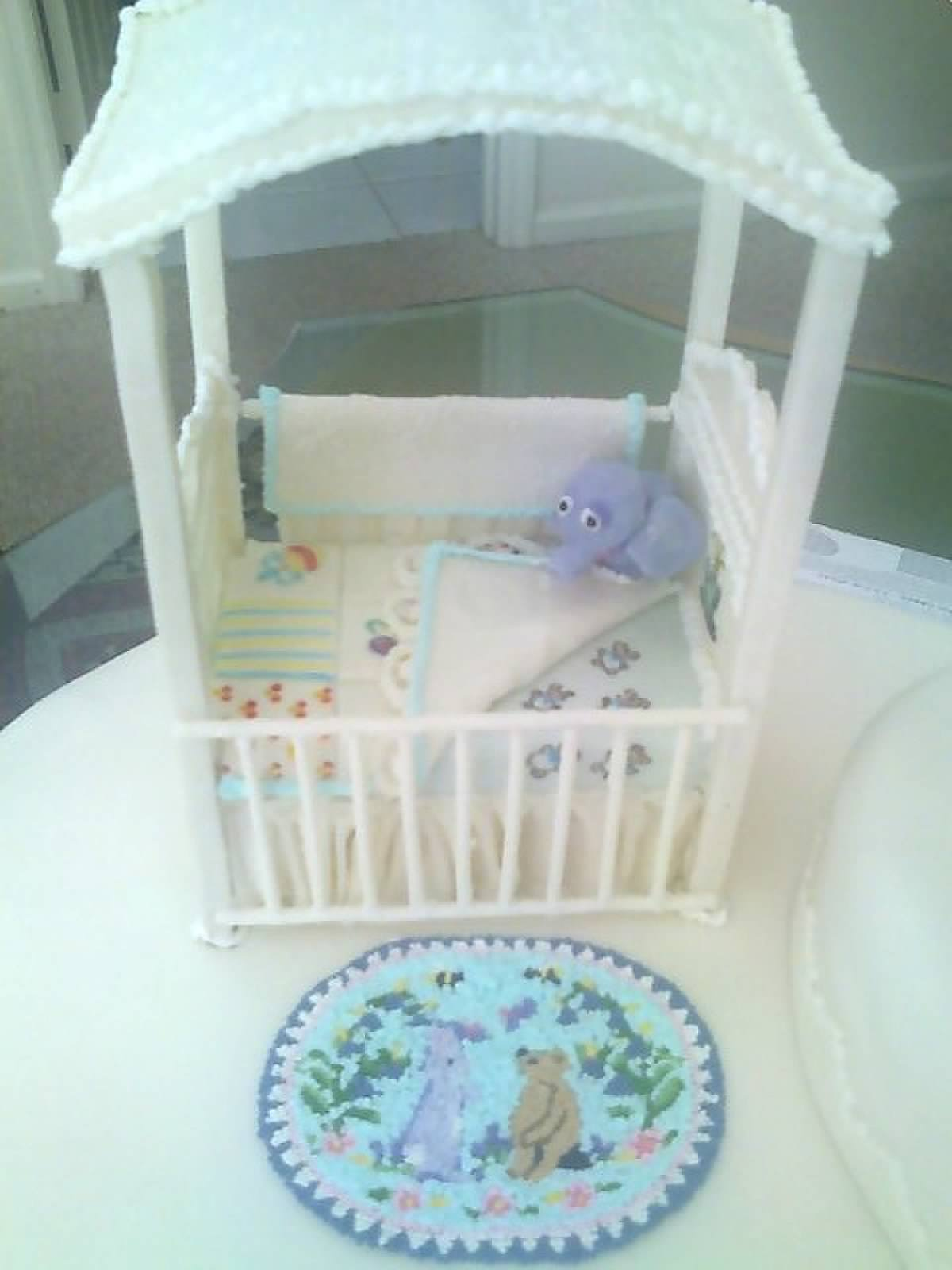

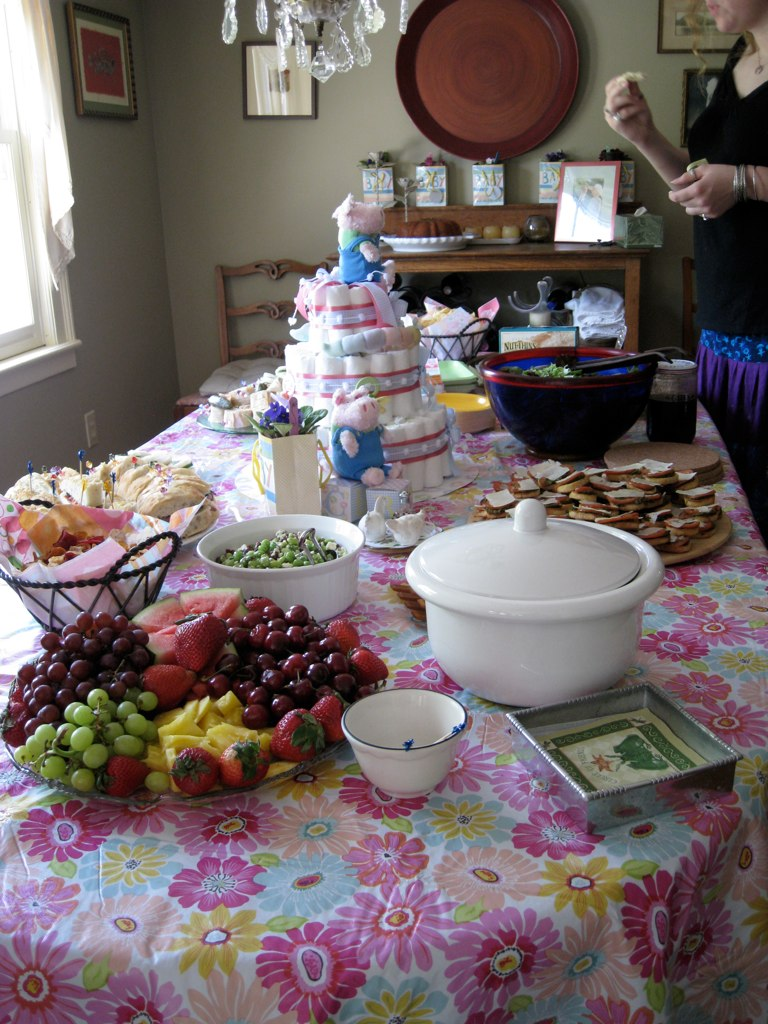
Tiệc buffet đồ ngọt cho lễ tắm trẻ

Baby shower (nghĩa đen: lễ tắm trẻ) là một buổi tiệc mừng những đứa trẻ sơ sinh chuẩn bị ra đời, cũng như chúc mừng người phụ nữ chuẩn bị làm mẹ. Những hoạt động chính trong tiệc này là tặng quà, ăn uống chúc mừng hay chọn tên cho trẻ. Thông thường, tiệc baby shower chỉ dành cho đứa con đầu lòng và chỉ có phụ nữ được mời tham dự; tuy vậy, truyền thống này cũng đang dần thay đổi.